# آریتنوئید مایل
آریتنوئید مایل (انگلیسی: Oblique arytenoid) یکی از عضلات داخلی حنجره است که به صورت جفت دوطرفه و سطحی تر از آریتنوئید عرضی قرار گرفته است؛ این دو عضله مایل و عرضی معمولا دو بخش از یک ماهیچه واحد به نام ماهیچه آریتنوئید در نظر گرفته می‌شوند. 
هر کدام از عضلات مایل به هر دو غضروف آریتنوئید متصل شده‌اند. در نتیجه این جفت عضله به‌صورت ضربدری یکدیگر را قطع می‌کنند.